# Лефевр, Луи
Луи Лефе́вр (фр. Louis Lefebvre; 17 апреля 1871, Клермон — 3 сентября 1947, Париж) — французский писатель, поэт, эссеист, творческое наследие которого включает в себя стихотворения и рассказы.
Писать начал в 1903 году и первоначально придерживался атеистических взглядов, но в 1925 году приобщился к католичеству, вследствие чего его произведения стали носить религиозно-нравоучительный характер.
Совместно с францисканским священником Мартен-Лореном в 1934 году основал литературный кружок Les amis de saint François (почётным членом которого являлся Т.С. Элиот), а в октябре 1936 года — общество Les poètes de saint François. Наиболее известное произведение — Poulot en Italie о судьбе солдата Первой мировой войны (1921).